# Europeiska regionala utvecklingsfonden

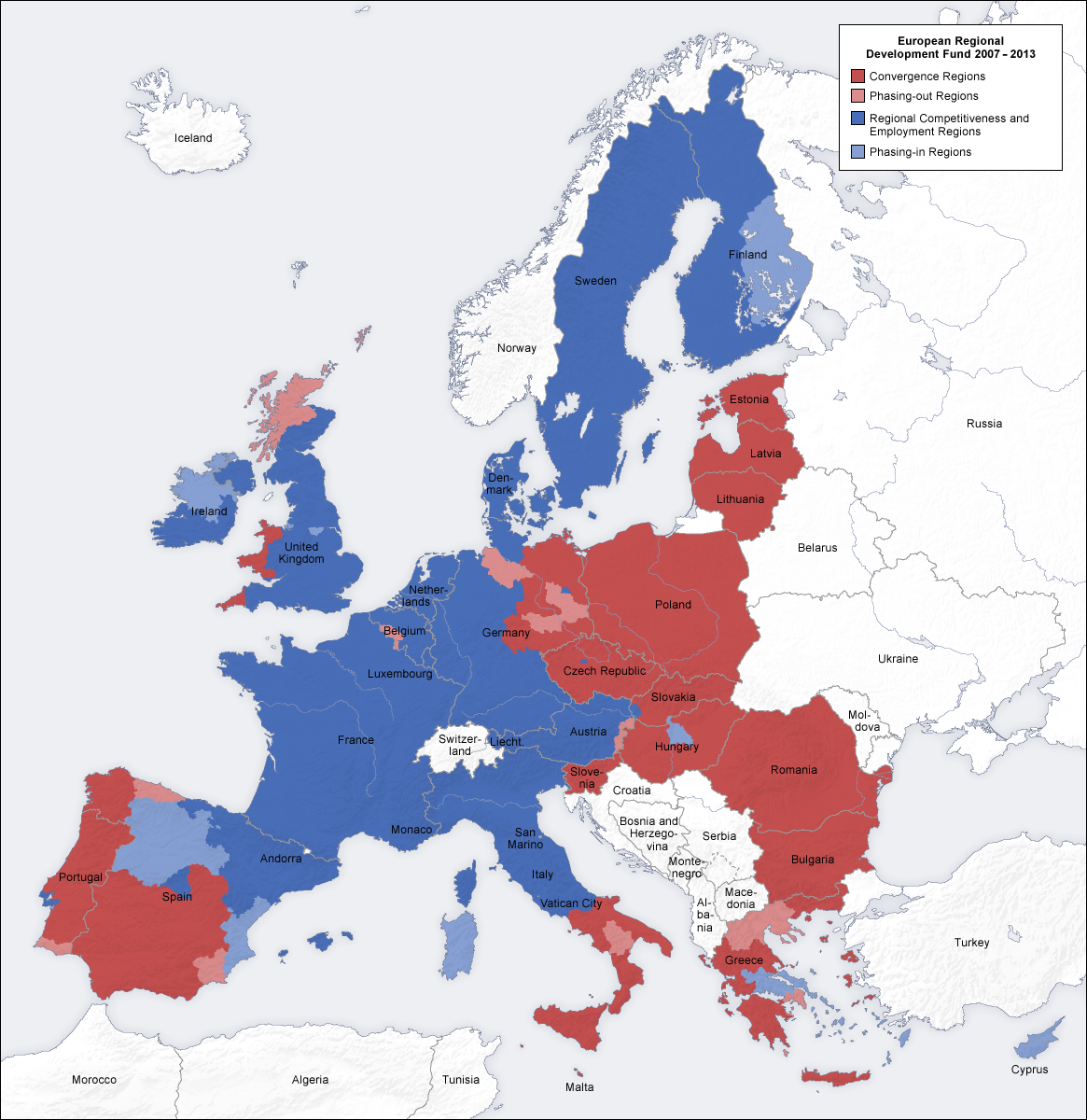
Europeiska regionala utvecklingsfonden 2006.

Europeiska regionala utvecklingsfonden (Eruf) eller Regionalfonden är Europeiska unionens fond för regionalpolitiska projekt och en av dess strukturfonder. ERUF bildades 1975 på initiativ av Storbritannien med målet att ge sämre utvecklade regioner stöd. Syftet med fonden är att stärka den ekonomiska, sociala och territoriella sammanhållningen inom EU. Regioner med en väldigt låg befolkningstäthet (särskilt i Europas nordliga områden), öregioner, gränsregioner och bergsregioner har fått ett särskilt fokus inom fonden.
För varje europeisk programperiod (samma som den fleråriga budgetramen) fastställs olika temaområden för vilka inriktningar som projekt ska ha för att kunna få stöd från fonden. För programperioden 2021-2027 är temaområdena: Forskning och innovation, Digitalisering och bredband, Miljö och klimat, Kompetensförsörjning, Transporter och resande, samt Företag och näringsliv. För perioden 2021-2027 är 226 miljarder euro tillägnade Eruf.
Ett av de instrument som finansieras av regionalfonden är Interreg (Europeiskt territoriellt samarbete), med syfte att samarbeta över medlemsstaternas gränser.